# Cratere Millay
Millay  è un cratere sulla superficie di Venere.